# Gudfadern del II
Gudfadern del II (engelska: The Godfather Part II) är en amerikansk drama-thriller från 1974, i regi av Francis Ford Coppola med Al Pacino, Robert De Niro och Diane Keaton i huvudrollerna. 
Detta är andra delen i Coppolas trilogi om den fiktiva amerikansk-italienska maffiafamiljen Corleone, baserad på Mario Puzos bok Gudfadern och med manus av Puzo och Coppola.

## Handling
Filmen är såväl en föregångare (prequel) som en uppföljare till Gudfadern. Dessa båda historier berättas parallellt under filmens gång. Man får ta del av bakgrundshistorien om hur en ung Vito Andolini (Robert De Niro) år 1901 flyr till USA från orten Corleone i Palermo på Sicilien (efter vilken han får namnet Vito Corleone), där både hans far, mor och äldre bror blivit mördade på order av maffiabossen Don Francesco, även känd som "Ciccio".
Sedan följer hans långa utveckling från anonym fattig immigrant i Hell's Kitchen till New Yorks gangsterkung, hur han gifter sig och får barnen Sonny, Fredo, Michael och Connie, samt hur han gradvis glider över i kriminalitet med sina nyfunna vänner Peter Clemenza (Richard S. Castellano) och Salvatore "Sal" Tessio (Abe Vigoda). Hans ställning befästs, när han personligen skjuter den lokale bossen Don Fanucci till döds.
Vito Andolini, nu en vuxen man kallad "Don Vito Corleone", återvänder också till Sicilien och vedergäller sin familjs död genom att personligen knivmörda en åldrig Don Ciccio. Vitos partner, Tommasino, tar över rollen som maffiaboss i orten Corleone i Palermo senare, men förblir allierad med Vito och hans familj.
Parallellt med denna "återblick" tar filmen också vid där den första filmen slutade i mitten av 1950-talet, vi följer Vitos yngste son Michael Corleone (Al Pacino) som nu styr familjen som ny gudfader.
Michael har valt att flytta verksamheten till Nevada och har bl.a. intressen i Las Vegas. Trots Michaels ambition att legalisera familjens affärsverksamhet, förblir familjen Corleone en del av maffian, och ju högre upp i samhällets maktkretsar Michael rör sig, desto farligare blir hans fiender.

## Om filmen

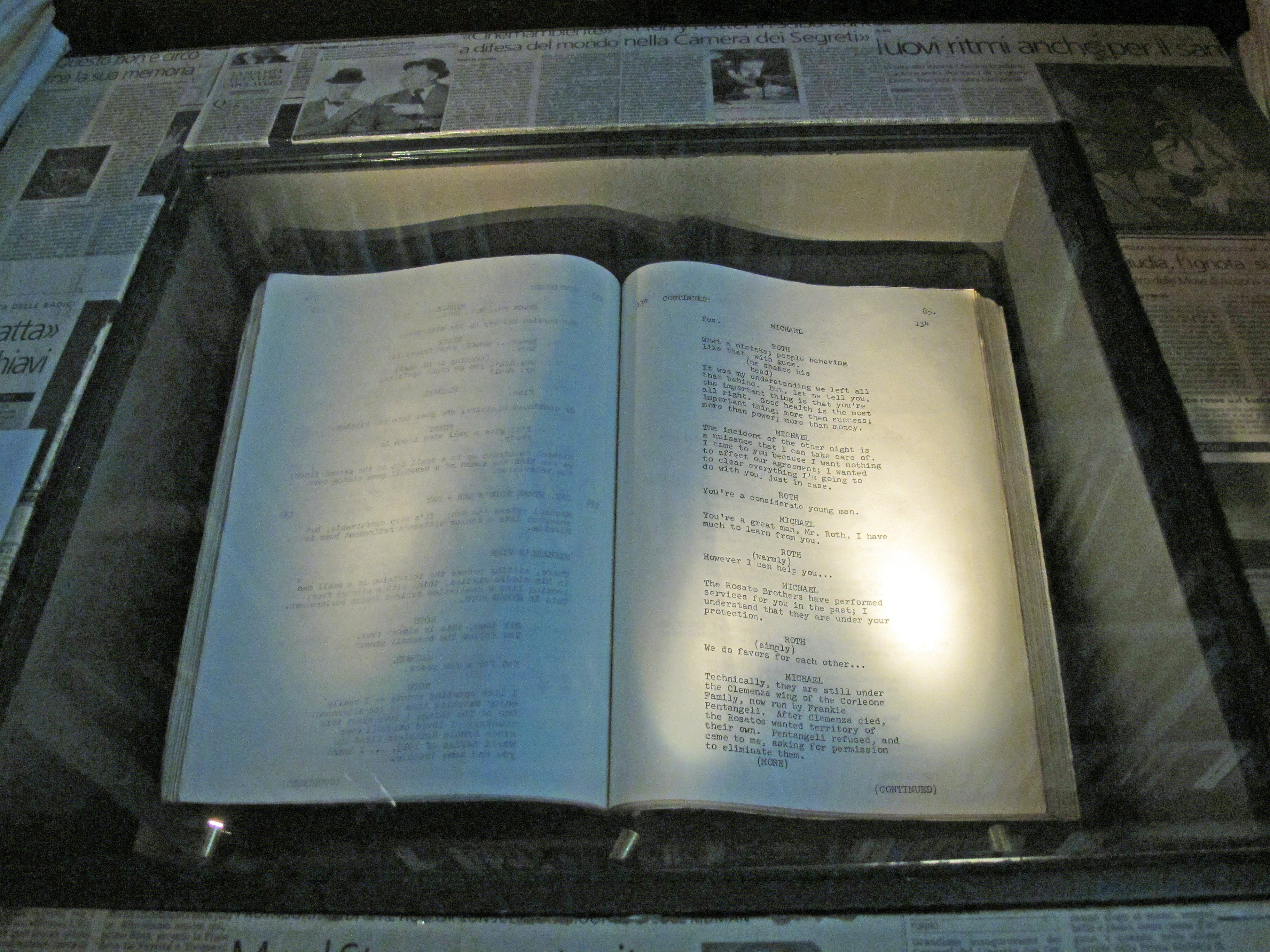
Originalmanuset till Gudfadern del II.

Filmen hade svensk premiär 28 juli 1975 på biograferna Look, Draken och Spegeln i Stockholm. I USA hade filmen tre premiärdatum: 12 december (i New York), 18 december (i Los Angeles) och 20 december (allmän premiär i USA) året före.

## Rollista (i urval)
- Al Pacino – Don Michael Corleone
- Robert Duvall – Thomas "Tom" Hagen
- Diane Keaton – Katherine "Kay" Adams Corleone
- Robert De Niro – Vito Corleone, f. Andolini (ung)
- John Cazale – Frederico "Fredo" Corleone
- Talia Shire – Constanzia "Connie" Corleone
- Lee Strasberg – Hyman "Johnny Lips" Roth
- Michael V. Gazzo – Frank "Five-Angels" Pentangeli
- G. D. Spradlin – Senator Patrick "Pat" Geary
- Richard Bright – Albert "Al" Neri
- Gastone Moschin – Don Fanucci i Hell's Kitchen
- Tom Rosqui – Rocco Lampone
- Bruno Kirby – Peter "Pete" Clemenza (ung)
- John Aprea – Salvatore "Sal" Tessio (ung)
- Frank Sivero – Genco Abbandando (ung)
- Francesca De Sapio – Carmela Corleone (ung)
- Morgana King –  Carmela "Mama" Corleone
- Mariana Hill – Deanna Dunn Corleone
- James Gounaris – Anthony "Tony" Corleone
- Leopoldo Trieste – Signor Roberto i Hell's Kitchen
- Saveria Mazzola – Anita Colombo
- Dominic Chianese – Johnny Ola
- Amerigo Tot – Bussetta, Michaels underhuggare
- Troy Donahue – Merle Johnson
- Joe Spinell – William "Willi" Cicci
- Maria Carta – Signora Andolini, Vitos moder
- Oreste Baldini – Vito Andolini (barn)
- Giuseppe Sillato – Don Francesco "Ciccio" i Corleone
- Mario Cotone – Tommasino, Vitos partner (ung)
- Carmine Caridi – Carmine Rosato
- Danny Aiello – Anthony "Tony" Rosato
- Tito Alba – President Fulgencio Batista av Kuba
- Salvatore Po – Vincenzo Pentangeli, Franks broder
- Sofia Coppola – Barn på skepp

## Utmärkelser
Filmen var den huvudvinnande filmen på 1975 års Oscarsgala, där den vann sex priser av elva möjliga nomineringar.
| Utmärkelse         | Kategori                   | Nominerade                                             | Resultat  |
| ------------------ | -------------------------- | ------------------------------------------------------ | --------- |
| Oscar              | Bästa film                 | Francis Ford Coppola, Gray Frederickson och Fred Roos  | Vann      |
| Oscar              | Bästa regi                 | Francis Ford Coppola                                   | Vann      |
| Oscar              | Bästa manliga huvudroll    | Al Pacino som Michael Corleone                         | Nominerad |
| Oscar              | Bästa manus                | Francis Ford Coppola och Mario Puzo                    | Vann      |
| Oscar              | Bästa manliga biroll       | Robert De Niro som Vito Corleone                       | Vann      |
| Oscar              | Bästa manliga biroll       | Michael V. Gazzo som Frank Pentangeli                  | Nominerad |
| Oscar              | Bästa manliga biroll       | Lee Strasberg som Hyman Roth                           | Nominerad |
| Oscar              | Bästa kvinnliga biroll     | Talia Shire som Connie Corleone                        | Nominerad |
| Oscar              | Bästa kostym               | Theadora Van Runkle                                    | Nominerad |
| Oscar              | Bästa scenografi           | Dean Tavoularis, Angelo P. Graham och George R. Nelson | Vann      |
| Oscar              | Bästa filmmusik            | Nino Rota och Carmine Coppola                          | Vann      |
| Golden Globe Award | Bästa film (Drama)         | Francis Ford Coppola, Gray Frederickson och Fred Roos  | Vann      |
| Golden Globe Award | Bästa regissör             | Francis Ford Coppola                                   | Nominerad |
| Golden Globe Award | Bästa manliga skådespelare | Al Pacino                                              | Nominerad |
| Golden Globe Award | Bästa manus                | Francis Ford Coppola och Mario Puzo                    | Nominerad |
| Golden Globe Award | Bästa manliga nykomling    | Lee Strasberg                                          | Nominerad |
| Golden Globe Award | Bästa filmmusik            | Nino Rota                                              | Nominerad |
| BAFTA Award        | Bästa manliga huvudroll    | Al Pacino (också för Dog Day Afternoon)                | Vann      |
| BAFTA Award        | Bästa nykomling            | Robert De Niro                                         | Nominerad |
| BAFTA Award        | Bästa klippning            | Peter Zinner, Barry Malkin och Richard Marks           | Nominerad |
| BAFTA Award        | Bästa filmmusik            | Nino Rota                                              | Nominerad |

### Fotnoter
1. ↑  Svensk Filmdatabas, Svenska Filminstitutet, Svensk filmdatabas film-ID: 15790.[källa från Wikidata]
2. 1 2  IMDb-ID: tt0071562, läst: 24 juni 2016.[källa från Wikidata]
3. 1 2  läs online, www.boxofficemojo.com .[källa från Wikidata]
4. ↑  läs online, www.sfi.se .[källa från Wikidata]
5. ↑  Internet Movie Database, läs online, läst: 14 april 2017.[källa från Wikidata]
6. 1 2  australiensisk klassificerings-ID: godfather-part-ii-0.[källa från Wikidata]
7. 1 2  Box Office Mojo, läs online, läst: 29 maj 2022.[källa från Wikidata]
8. ↑  ”The Godfather Part II” (på engelska). Box Office Mojo. 12 december 1974. http://www.boxofficemojo.com/movies/?id=godfather2.htm. Läst 10 september 2016.
9. ↑  ”The Godfather Part II”. Svensk filmdatabas. 28 juli 1975. http://www.sfi.se/sv/svensk-filmdatabas/Item/?type=MOVIE&itemid=15790. Läst 10 september 2016.
10. ↑  ”Release dates for Gudfadern del II”. IMDb.com. http://www.imdb.com/title/tt0071562/releaseinfo. Läst 21 oktober 2012.